# Apomys brownorum
Espèce
Apomys brownorum est une espèce de rongeurs endémique du mont Tapulao (en), sur l'île de Luçon, aux Philippines.

## Publication originale
- (en) Lawrence Heaney, Danilo S. Balete, Eric A. Rickart, Phillip A. Alviola, Mariano Roy M. Duya, Melizar V. Duya, M. Josefa Veluz, Lawren VandeVrede et Scott J. Steppan, « Chapter 1: Seven New Species and a New Subgenus of Forest Mice (Rodentia: Muridae: Apomys) from Luzon Island », Fieldiana: Life and Earth Sciences, vol. 2,‎ mai 2011, p. 1-60 (ISSN 2158-5520 et 2163-7105, OCLC 682126503, DOI 10.3158/2158-5520-2.1.1).